# Guides to Growing Up
Guides to Growing Up è un album in studio del pianista jazz statunitense Horace Silver, pubblicato nel 1981.

## Tracce
1. Accepting Responsibility
2. Reaching Our Goals in Life
3. Learning to Be Unselfish
4. Helping Others
5. Finding Good Rules to Live By
6. Honesty and Self Control
7. Managing Your Money
8. The Things That Really Matter

## Formazione
- Horace Silver - piano
- Eddie Harris - sassofono tenore
- Joe Diorio - chitarra
- Bob Magnusson - basso
- Roy McCurdy - batteria
- Bill Cosby - recitazione
- Weaver Copeland, Mahmu Pearl - voce